# 손상
손상(損傷, 영어: injury)은 장기간의 장애나 사망을 일으킬 가능성이 있는 상해이다. 법의학에서는 '상처를 남긴 다침'을 의미하며, 좁은 의미에서의 손상은 외상만을 말한다. 손상이 일어난다고 해서 반드시 사망하는 것은 아니다. 손상으로 인해서 사망하려면 출혈이 심하거나, 주요 장기를 다치거나, 손상 이후 감염이 일어나야 한다. 손상이 일어난다고 해서 반드시 법률상 상해죄가 성립하지는 않으나, 손상의 유무는 상해 사건을 판단하는 데 있어서 중요한 증거로 작용한다.
내부 손상은 내상(內傷)이라고 한다.

## 같이 보기
- 외상